# Franck Ruzé
Pour les articles homonymes, voir Ruzé.
 (septembre 2024).
La mise en forme du texte ne suit pas les recommandations de Wikipédia : il faut le « wikifier ».
Les points d'amélioration suivants sont les cas les plus fréquents :
- Les titres sont pré-formatés par le logiciel. Ils ne sont ni en capitales, ni en gras.
- Le texte ne doit pas être écrit en capitales (les noms de famille non plus), ni en gras, ni en italique, ni en « petit »…
- Le gras n'est utilisé que pour surligner le titre de l'article dans l'introduction, une seule fois.
- L'italique est rarement utilisé : mots en langue étrangère, titres d'œuvres, noms de bateaux, etc.
- Les citations ne sont pas en italique mais en corps de texte normal. Elles sont entourées par des guillemets français : « et ».
- Les listes à puces sont à éviter, des paragraphes rédigés étant largement préférés. Les tableaux sont à réserver à la présentation de données structurées (résultats, etc.).
- Les appels de note de bas de page (petits chiffres en exposant, introduits par l'outil «  Source ») sont à placer entre la fin de phrase et le point final[comme ça].
- Les liens internes (vers d'autres articles de Wikipédia) sont à choisir avec parcimonie. Créez des liens vers des articles approfondissant le sujet. Les termes génériques sans rapport avec le sujet sont à éviter, ainsi que les répétitions de liens vers un même terme.
- Les liens externes sont à placer uniquement dans une section « Liens externes », à la fin de l'article. Ces liens sont à choisir avec parcimonie suivant les règles définies. Si un lien sert de source à l'article, son insertion dans le texte est à faire par les notes de bas de page.
- La présentation des références doit suivre les conventions bibliographiques. Il est recommandé d'utiliser les modèles {{Ouvrage}}, {{Chapitre}}, {{Article}}, {{Lien web}} et/ou {{Bibliographie}}. Le mode d'édition visuel peut mettre en forme automatiquement les références.
- Insérer une infobox (cadre d'informations à droite) n'est pas obligatoire pour parachever la mise en page.

Pour une aide détaillée, merci de consulter Aide:Wikification.
Si vous pensez que ces points ont été résolus, vous pouvez retirer ce bandeau et améliorer la mise en forme d'un autre article.
Œuvres principales
- 0 % (roman, 2003)
- 666 (roman, 2006)
- Les Hommes préfèrent les connes (roman, 2009)
- L'échelle des sens (roman, 2013)

Franck Ruzé est un écrivain français né à Blois le 16 décembre 1970. Ses romans, descriptions du « féminin extrême », rendent compte du fait que « la féminité ne cesse d'explorer ses limites, dans une quête d'identification qui prend de multiples formes ». Il aborde de front ces réalités dérangeantes, sans jugement moral et sans complaisance.

## Œuvre
0%, premier roman très remarqué, et qualifié à sa sortie de « petite bombe littéraire », a pour sujets l'anorexie et le mannequinat. "Charge terrible et poignante sur les diktats du milieu de la mode", il "ausculte les combines des castings et les particularités de chaque magazine" en abordant la problématique de la valorisation d'un corps dit parfait.
666, « roman éclair où le repos n'a pas droit de citer », est souvent comparé par la critique aux premiers livres de Bret Easton Ellis. Il embarque le lecteur dans la vie trépidante d'un groupe de rock et d'une de leurs groupies.
Les hommes préfèrent les connes, entièrement dialogué, est un discours amoureux ayant pour thème la beauté face la raison.
L'échelle des sens, en décrivant le quotidien d'une étudiante qui a choisi de se prostituer pour une agence d'escorts de luxe, se penche sur la considération qu'elle a de son corps, vu comme un animal-machine, et une marchandise. « Écrit pour attirer l’attention sur le désarroi de jeunes filles qui sont prêtes à tout pour construire leur avenir, le livre se distingue par un style direct et des dialogues sans fard qui visent avant tout l’authenticité ». « Cru et sensible à la fois », ce roman est perçu par la presse féminine comme « remarquable », et « inoubliable ».

## Biographie
À la suite d'études en arts appliqués, puis en paysagisme, Franck Ruzé effectue un service civil en tant qu'illustrateur, pour le Conservatoire botanique national alpin,. Ses obligations remplies, il voyage en Polynésie française, où il tente de retrouver l'état de nature, sur un motu de Bora Bora. À cette période d’introspection succède une envie d’interactions: il prend part à l’organisation de free-parties à Ibiza, en tant qu’ingénieur du son et DJ. Il s'inscrit, à son retour en France, à la faculté de médecine de l'université Paris V. Il y obtient un master de physique, avant d'exercer le métier de responsable qualité de logiciels en milieu hospitalier. Depuis 2018, il crée ou participe à divers projets musicaux. Il officie notamment en tant que chanteur et compositeur sous les pseudonymes musicaux Palavas et Object Image.

## Discographie
Palavas
- Played, Wormhole World, 2019.
- Centerpiece, Wormhole World, 2020.
- Half, Wormhole World, 2021.
- The ghost of us, Wormhole World, 2023.

40 days without water
- 40 days without water, Shoredive Records, 2022[20].

Object Image
- Playful State, Shoredive Records, 2024.
- Every time that you were shy, Too Good To Be True, 2025.